# Bauernfeindstraße (metro, Neurenberg)
Bauernfeindstraße is een metrostation in de wijk Rangierbahnhof-Siedlung van de Duitse stad Neurenberg. Het station werd geopend op 18 juni 1974 en wordt bediend door lijn U1 van de metro van Neurenberg.